# بليكتاسين

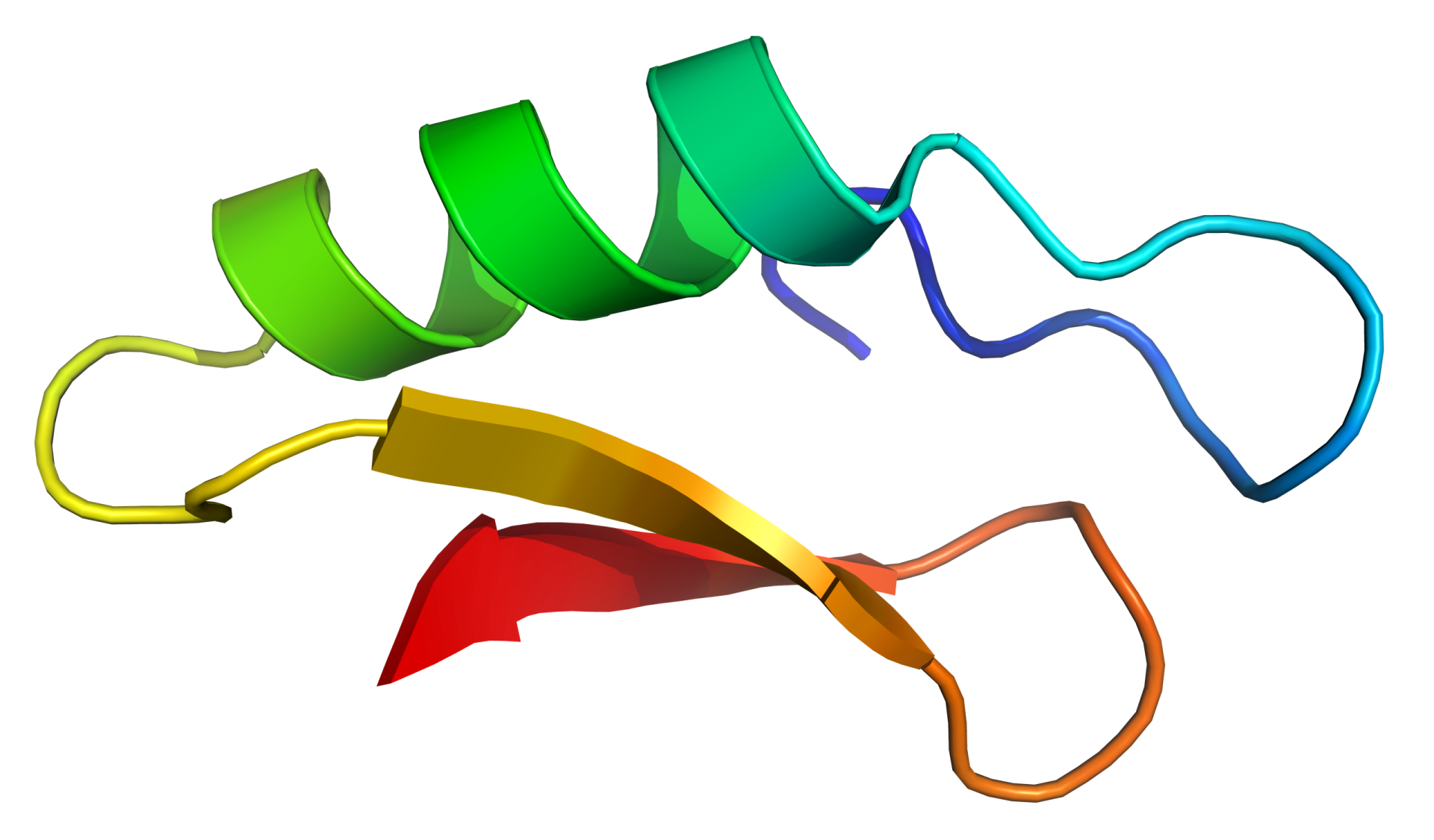
بليكتاسين

Plectasin هو بروتين مضاد حيوي من الفطر  Pseudoplectania nigrella. تم اكتشافه في البداية في عام 2005 وتم تسويقه بواسطة شركة  Novozymes. ينتمي البكتاسين إلى فئة الببتيد المضاد للميكروبات التي تسمى الفطريات defensins ، والتي توجد أيضًا في اللافقاريات مثل الذباب وبلح البحر.

## التجارب السريرية
أظهرت الاختبارات قبل السريرية التي أجريت على الفئران نتائج واعدة في أن البكتيريا متعددة المقاومة تعاني من مشاكل في تحور المقاومة ضد بكتاسين ، والذي يعمل عن طريق الارتباط المباشر لسلائف جدار الخلية البكتيرية ليبيد 2.
في نهاية عام 2008 ، وقعت Novozymes اتفاقية ترخيص عالمية مع Sanofi-Aventis لمواصلة تطوير وتسويق NZ2114 ، وهو أحد مشتقات plectasin ، كعلاج للعدوى البكتيرية إيجابية الجرام ، على سبيل المثال Streptococcus وStaphylococcus والتي تقاوم جميع المضادات الحيوية الموجودة.